# Unravel: A Swiss Side Love Story
Unravel: A Swiss Side Love Story és una pel·lícula filipina de gènere romàntic, dirigida per RC Delos Reyes i produïda per MavX Productions, Inc., que s'estrenarà el 8 d'abril de l'any 2023. Unravel: A Swiss Side Love Story és una de les vuit pel·lícules oficials que van competir en l'edició inaugural del 49è Festival de cinema d'estiu de Metro Manila (2023).

## Repartiment principal
El repartiment principal està integrat per,
- Gerald Anderson
- Kylie Padilla